# 李家祥 (1949年)
李家祥（1949年11月—），山东枣庄人。男，汉族，中华人民共和国军事人物、政治人物，空军中将军衔。中国共产党第十八届中央纪律检查委员会委员。

## 生平
1969年1月参加中国人民解放军，1970年5月加入中国共产党。历任班长、排长、指导员、团政治处主任、团政委、军干部处长、师政治部主任、师政委、军政治部主任、基地政委、沈阳军区空军副政委等职。2000年，任沈阳军区空军副政治委员。
2000年11月，调任中国国际航空公司党委书记。2002年10月，按照民航体制改革方案国航进行重组后，任中国航空集团公司党组书记、副总经理兼中国国际航空公司总裁。2004年9月，任中国航空集团公司总经理、党组副书记兼中国国际航空股份有限公司董事长。2007年12月，任中国民用航空总局党委书记、副局长、代局长。2008年3月，任交通运输部党组副书记、副部长，兼中国民用航空局局长、党组书记（正部长级）。2008年，当选第十一届全国政协委员，代表经济界，分入第三十六组。2015年12月，卸任交通运输部党组副书记、中国民用航空局党组书记职务。2016年1月，卸任交通运输部副部长、中国民用航空局局长职务。